# Lutheran Evangelical Church in Africa–Zambia Diocese
Lutheran Evangelical Church in Africa–Zambia Diocese (svenska: Evangelisk-lutherska kyrkan i Afrika, Zambias stift) är en luthersk kyrka i Zambia. Samfundet samarbetar bland annat med Suomen Luterilainen Evankeliumiyhdistys. I december 2014 vigdes Robert Kaumba till biskop för stiftet av Evangelisk-lutherska missionsstiftets i Finland biskop Risto Soramies.